# Qingshui (Taichung)
Qingshui (chinesisch 淸水區, Pinyin Qīngshuǐ Qū) ist ein Bezirk (區,  Qū) der Stadt Taichung auf Taiwan, Republik China.

## Lage
Qingshui liegt im Westen des Stadtgebiets von Taichung an der Küste zur Taiwanstraße. Der Bezirk hat eine maximale Ost-West-Ausdehnung von 13,5 km und eine Nord-Süd-Ausdehnung von 7,5 km. Die angrenzenden Bezirke sind Da’an, Dajia und Waipu im Norden, Houli und Shengang im Osten, sowie Shalu und Wuqi im Süden. Die nördliche Begrenzung wird vom Flusslauf des Dajia-Flusses (大甲溪,  Dàjiǎ Xī) gebildet. Im östlichen Abschnitt hat Qingshui Anteil am internationalen Flughafen Taichung. Das Terrain ist relativ flach und entspricht einer Küstenebene. Der höchste Punkt ist 218,7 m hoch und liegt im östlichen Stadtteil Wucuo.
Das Klima Qingshuis ist ein ozeanisch beeinflusstes subtropisches Monsunklima mit reichlichen Niederschlägen während des Südwestmonsuns im Sommer und häufigen Taifunen im August und September. Während des Nordostmonsuns im Winter liegt Qingshui im Regenschatten des Xueshan-Gebirges, so dass diese Jahreszeit relativ trocken ist. Die Nähe zum Meer hat zur Folge, dass im Winter die Monsunwinde relativ stark und die Temperaturen relativ kühl sind. Die Jahresmitteltemperatur liegt bei 22 °C (mit Maximum im Juli und August) und der Jahresniederschlag bei 1294 mm.

## Geschichte
Die ursprünglichen Bewohner der Gegend waren Austronesier aus der Ethnie der Papora. Zur Zeit der Herrschaft der Niederländischen Ostindien-Kompanie im Süden Taiwans trug der Ort den Namen Gomach. Daraus wurde später durch Übernahme das taiwanische Gû-mâ-thâu (牛罵頭). Ab 1733, zur Herrschaftszeit Yongzhengs begannen Han-chinesische Einwanderer vom Festland, die Gegend zu kultivieren und 1736 erhielten Hakka-Siedler das Privileg, sich hier niederzulassen. Zur Zeit der japanischen Herrschaft (1895–1945) wurde das Gebiet 1920 administrativ umorganisiert und der Ort erhielt den neuen Namen Qingshui („klares Wasser“), nach einer örtlichen Quelle am Fuß des östlich gelegenen Aofeng-Berges (鰲峰山,  Áofēngshān). Nach dem Zweiten Weltkrieg kam Taiwan zur Republik China und Qingshui wurde eine Stadtgemeinde (鎮,  Zhèn) im neu gebildeten Landkreis Taichung. Zum 25. Dezember 2010 wurde der gesamte Landkreis in die Stadt Taichung eingemeindet und Qingshui erhielt den Status eines Stadtbezirks (區,  Qū).

## Bevölkerung
Im April 2021 lebten 676 Angehörige indigener Völker im Bezirk, entsprechend einem Bevölkerungsanteil von 0,8 %. Die größten Gruppen bildeten die Amis (246), Paiwan (130) und Bunun (108).
| Gliederung von Qingshui |
|                         |

## Verwaltungsgliederung
Im Jahr 1950 war die damalige Stadtgemeinde Qingshui in 31 Ortsteile (里, Li) unterteilt. Im Jahr 1952 wurde aus Teilen der Ortsteile Xiushui, Kanglang und Nanshe der neue Ortsteil Zhongshe gebildet. Seitdem ist Qingshui in 32 Ortsteile unterteilt:
1 Lingquan (靈泉里)

2 Aofeng (鰲峰里)

3 Zhongxing (中興里)

4 Beining (北寧里)

5 Xining (西寧里)

6 Wenchang (文昌里)

7 Nanning (南寧里)

8 Qingshui (清水里)

9 Xishe (西社里)

10 Nanshe (南社里)

11 Kanglang  (槺榔里)

12 Zhongshe (中社里)

13 Haibin (海濱里)

14 Wulu (武鹿里)

15 Linjiang (臨江里)

16 Gaonan (高南里)

17 Gaoxi (高西里)

18 Gaobei (高北里)

19 Gaomei (高美里)

20 Gaodong (高東里)

21 Guoxing (國姓里)

22 Jingpu (菁埔里)

23 Dingnan (頂湳里)

24 Haifeng (海風里)

25 Dongshan (東山里)

26 Yangcuo (楊厝里)

27 Wucuo (吳厝里)

28 Xianan (下湳里)

29 Tianliao (田寮里)

30 Qiaotou (橋頭里)

31 Xiushui (秀水里)

32 Yujia (裕嘉里)

## Wirtschaft

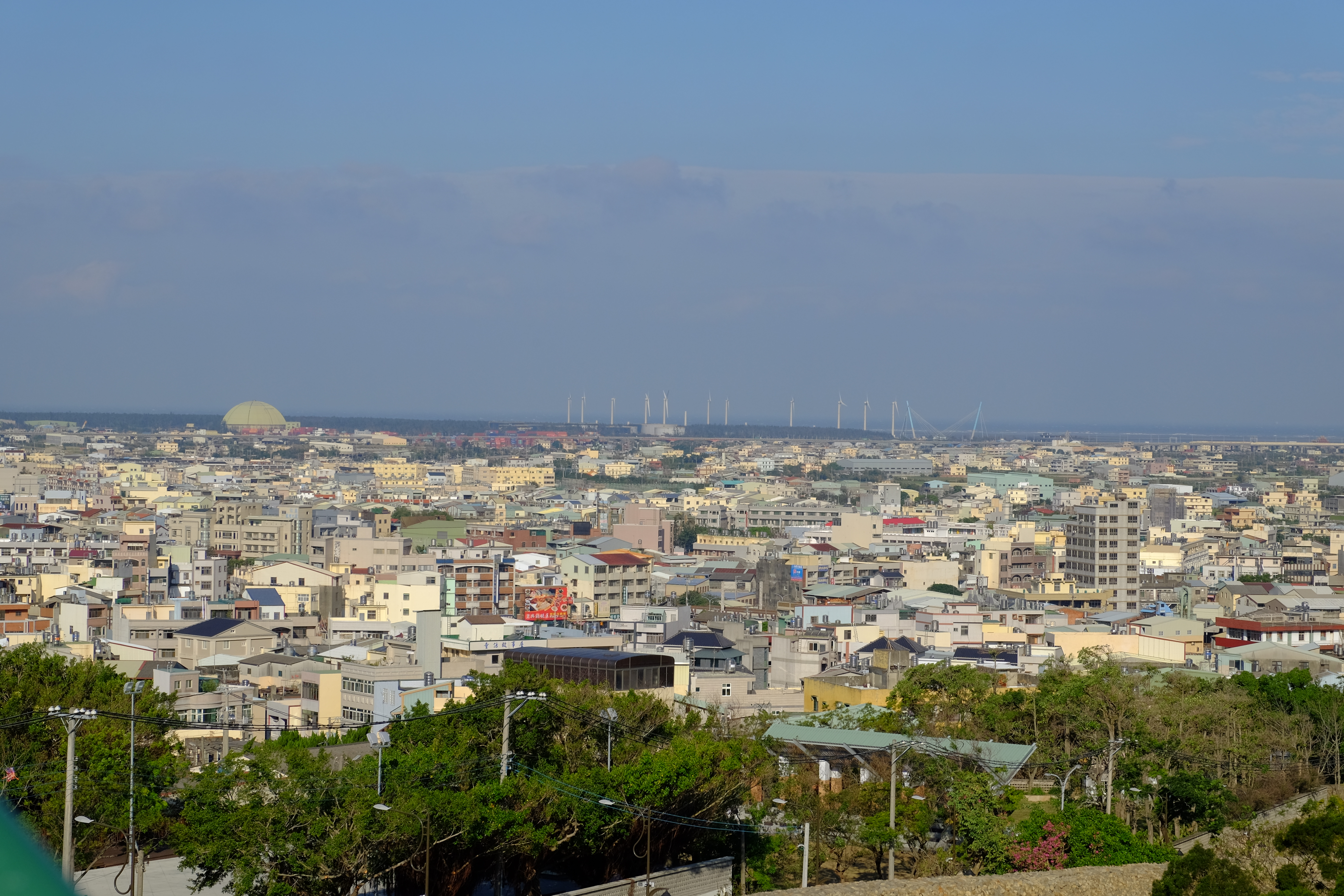
Blick Richtung Westen auf Qingshui vom Aofeng-Berg

Die ansässigen Industrien konzentrieren sich stark auf den Stadtteil Xianan, wo etwa 120 Betriebe angesiedelt sind, von denen 47 zur Maschinenbaubranche gehören. In den übrigen Ortsteilen sind jeweils weniger als 20 Gewerbebetriebe ansässig (Stand 2021). Insbesondere der nördliche Teil von Qingshui ist noch stark landwirtschaftlich geprägt. 2.726 Hektar des Bezirks werden als Ackerland genutzt, was 42,5 % der Gesamtfläche entspricht. Davon werden 2.021 Hektar (74,1 %) zum Reisanbau genutzt, und 705 Hektar für andere Feldfrüchte. Reis ist das landwirtschaftliche Haupterzeugnis, gefolgt von Süßkartoffeln, Mais und Erdnüssen. An Gemüse und Früchten werden vor allem Knoblauch-Schnittlauch, Garten-Rettich, Wassermelonen und Litschis kultiviert. Insbesondere der Knoblauch-Schnittlauch und Garten-Rettich aus Qingshui sind in ganz Taiwan bekannt.

## Verkehr
Verkehrsmäßig ist Qingshui intensiv erschlossen. Drei größere Straßen führen parallel zur Küste durch den Bezirk: im Westen die Provinzstraße 61, in der Mitte die Provinzstraße 1 und östlich davon die Nationalstraße 3 (Autobahn). Ganz im Westen verläuft von Süden die Provinzstraße 17, die nach Osten abbiegt und bei der Kreuzung mit der Nationalstraße 3 in die Nationalstraße 4 übergeht, die weiter am Südufer des Dajia-Flusses Richtung Osten verläuft. Im Süden zieht die Provinzstraße 10 in Ost-West-Richtung zur Küste.
Durch Qingshui verläuft die Küstenlinie (海線) der Taiwanischen Eisenbahn, die hier zwei Bahnhöfe aufweist. Am Hafenbahnhof (港車站) zweigt die Taichung-Hafenbahn (台中港線) in Richtung Hafen ab.
Qingshui hat Anteil am nördlichen Teil des Hafens von Taichung.

## Städtepartnerschaft

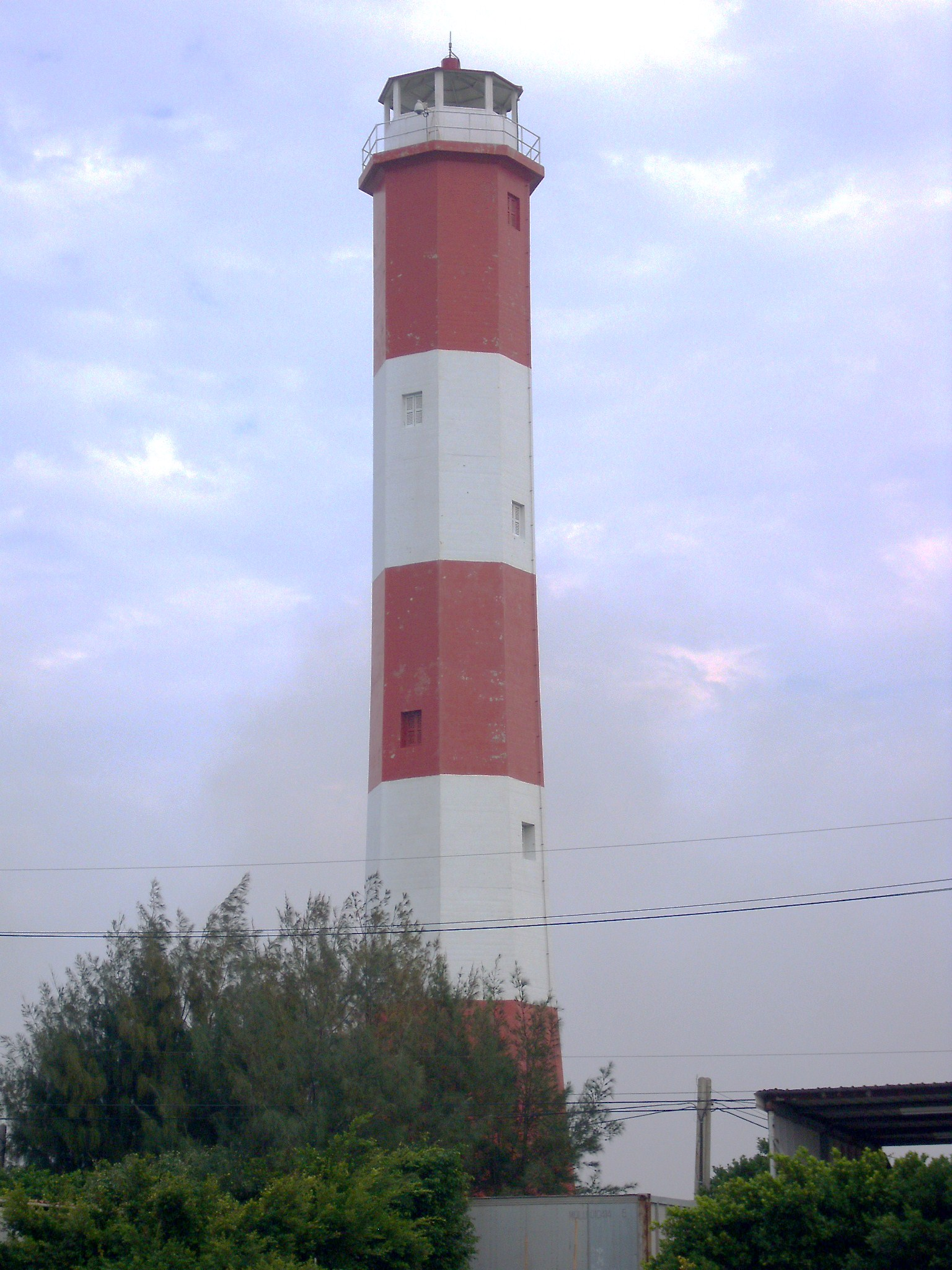
Leuchtturm Gaomei

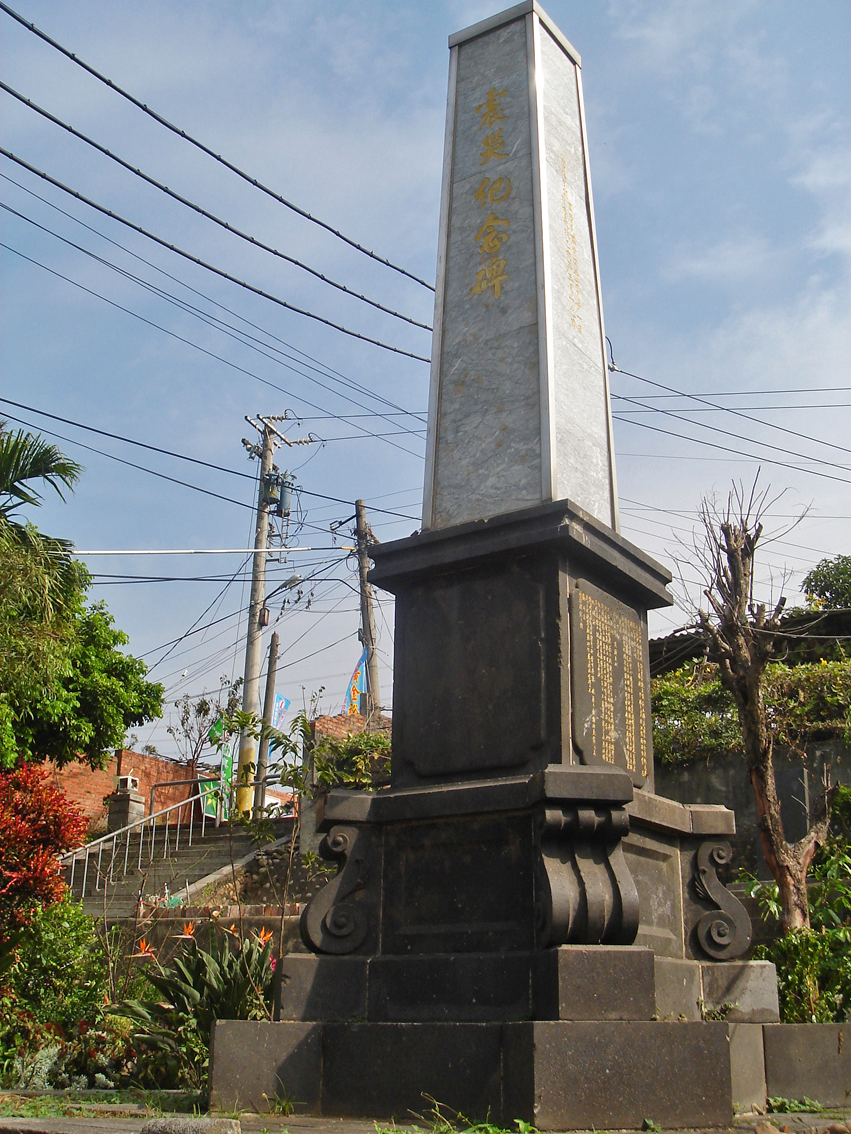
Erdbeben-Denkmal

Qingshui schloss am 15. Februar 1990 eine offizielle Partnerschaft mit der kalifornischen Stadt Calexico ab. Der letzte offizielle Besuch fand im Jahr 2001 statt.

## Sehenswürdigkeiten
Im Nordwesten an der Küste befindet sich das 2005 eingerichtete Gaomei-Feuchtgebiet (高美溼地, ). Das Naturschutzgebiet ist 701,3 Hektar groß mit einer 105,2 ha großen Kernzone, einer 26,5 ha großen Pufferzone und einer 569,6 ha Zone der nachhaltigen Nutzung. Bedeutung hat das Gebiet vor allem als Aufenthaltsort von Zugvögeln. Hier befindet sich ein kleiner, 38,7 m hoher Leuchtturm ().
Im Wuqi-Fischereihafen (梧棲漁港, ) im Ortsteil Haibin lassen sich frischer Seefisch oder Meeresfrüchte kaufen bzw. konsumieren. Im Ortsteil Zhongshe befindet sich das Hafen-Kunstzentrum Taichung (臺中市港區藝術中心), ein kleines Ausstellungszentrum mit Park. An das verheerende Erdbeben vom 21. April 1935 erinnert ein Obelisk im Ortsteil Aofeng (震災紀念碑, ). Am 21. April jeden Jahres werden hier kleine Gedenkzeremonien abgehalten.

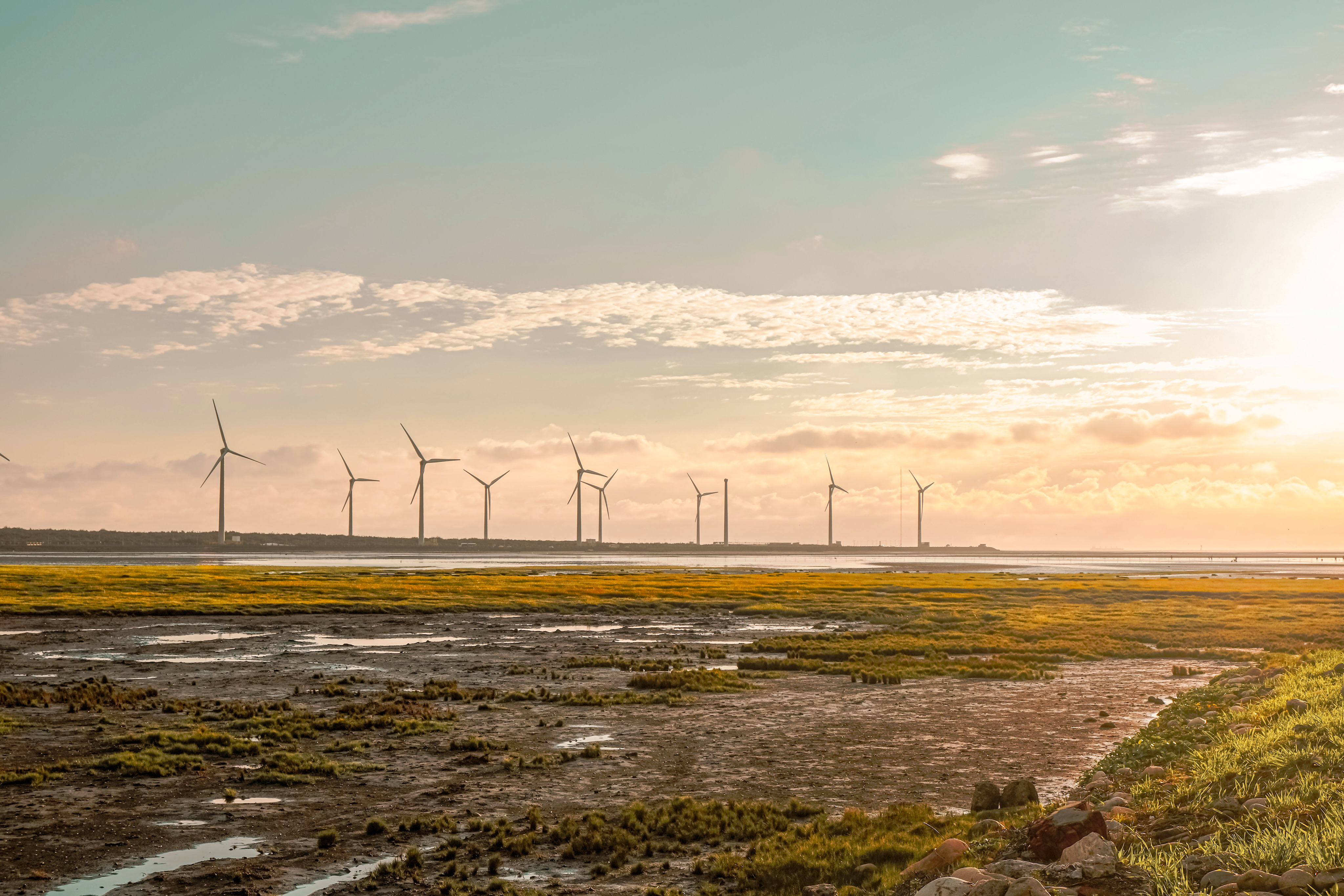
Gaomei-Feuchtgebiet
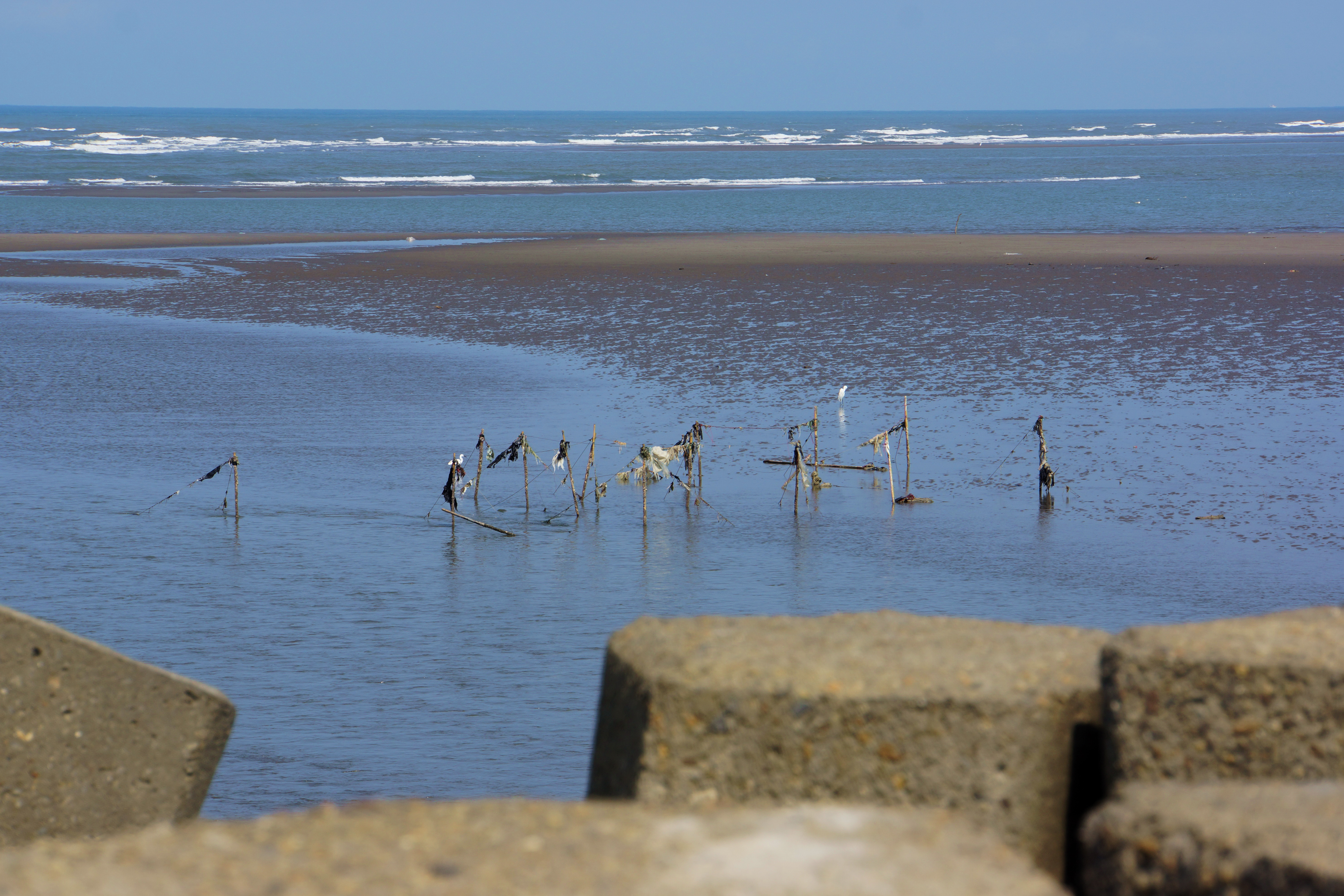
Mündungsgebiet des Dajia-Flusses